# Шумково (станция, Кишертский район)
Шумко́во — станция (тип населённого пункта) в Кишертский район Пермского края. Входит в Андреевское сельское поселение.

## География
Шумково расположена в 500 метрах от административного центра поселения и в 14 км от райцентра

## Население
| 2000 | 2004 | 2008 | 2010 | 2011 | 2012 | 2013 |
| ---- | ---- | ---- | ---- | ---- | ---- | ---- |
| 145  | ↗148 | ↘134 | ↗139 | →139 | ↗148 | ↘145 |
| 2014 | 2015 | 2016 |      |      |      |      |
| ↘141 | ↗142 | ↘132 |      |      |      |      |

## Инфраструктура
В посёлке два продуктовых магазина, АЗС.

## Достопримечательности
Станция Шумково Свердловской железной дороги была построена в начале 20 века по типовому проекту архитектора Вольсова.
В 1967 году под станцию Шумково была переведена станция запаса из Кунгура, после чего здесь образовалось так называемое «кладбище паровозов». Его GPS-координаты: N 57º 20.655´; E 57º 21.775´. Территория принадлежит Свердловской железной дороге и охраняется, однако пользуется популярностью у туристов и мародёров. По данным на 2018 год, на объекте сохранились 14 раритетных паровозов.